# 托皮利尼亞
51°11′42″N 28°4′41″E / 51.19500°N 28.07806°E
托皮利尼亞（烏克蘭語：Топільня），是烏克蘭北部的村莊，隸屬日托米爾州的科羅斯滕區。該村始建於十七世紀，面積1.05平方公里，海拔高度192米，2001年人口459。